# Philip Daubenspeck
Philip Burton Daubenspeck (* 28. Oktober 1905 in Los Angeles; † 6. März 1951 ebenda) war ein Wasserballspieler aus den Vereinigten Staaten, der 1932 eine olympische Bronzemedaille gewann.

## Karriere
Philip Daubenspeck vom Los Angeles Athletic Club arbeitete als Rettungsschwimmer.
Bei den Olympischen Spielen 1932 in seiner Heimatstadt war er der Stürmerstar der US-Mannschaft. Im ersten Spiel gegen Brasilien warf er sechs Tore, das Spiel endete 6:1. Insgesamt warf er 14 Tore in drei Spielen, das vierte Spiel gegen Ungarn verlor das US-Team mit 0:7. Hinter den Ungarn lagen die deutsche Mannschaft und das US-Team nach Punkten gleichauf, wegen der besseren Tordifferenz erhielten die Deutschen die Silbermedaille und die Mannschaft aus den Vereinigten Staaten Bronze. Mit seinen 14 Toren egalisierte Daubenspeck die Leistung des Belgiers Pierre Dewin von 1924, Dewin hatte allerdings sechs Spiele bestritten.
Daubenspeck war auch vier Jahre später bei den Olympischen Spielen 1936 in Berlin dabei. Dort warf er vier Tore in drei Spielen, das US-Team schied nach der Vorrunde aus. Der Deutsche Hans Schneider übertraf mit 22 Toren in Berlin den Rekord von Dewin und Daubenspeck.